# Robert Will
Robert Will (* 1. Januar 1910 in Uhrweiler, Reichsland Elsaß-Lothringen; † 14. April 1998 in Straßburg) war ein französischer Kunsthistoriker, Architekt und Archäologe aus dem  Elsass.

## Leben
Als Sohn eines Pastors schloss Robert Will seine Sekundarschulbildung am Jean-Sturm-Gymnasium ab und trat dann das Studium an der École d’architecture in Straßburg an. Nach dem Abschluss seines staatlichen Diploms im Jahr 1936 arbeitete er in einem Architekturbüro und wurde nach 1945 Leiter der Agentur in einem anderen Unternehmen. Anschließend restaurierte er die Straßburger Nikolaikirche. Auf Ersuchen des Straßburger Bürgermeisters Charles Frey nahm er am Wiederaufbau des ehemaligen Musikkonservatoriums teil. Will wurde zum Chefarchitekten ernannt und leitete ab 1958 die Architekturabteilung der Stadt Straßburg. Er übernahm mehrere Rekonstruktionen oder Restaurierungen bedeutender Gebäude wie etwa der evangelisch-lutherischen Kirche im Stadtteil Neudorf, des Alten Zollhauses (Ancienne Douane) oder des Joséphine-Pavillons im Orangeriepark. Als Archäologe und Architekturhistoriker widmete er sich unter anderem der Erforschung der Kaiserpfalz Hagenau und des romanischen Kirchenbaus im Elsass.
Robert Will war Autor zahlreicher wissenschaftlicher Publikationen. Er starb 1998 in Straßburg und wurde auf dem dortigen Cimetière Saint-Gall (Sektion 4-6-2) beigesetzt.

## Publikationen (Auswahl)
- Le culte: étude d’histoire et de philosophie religieuses, 3 vol., 1. Le caractère religieux du culte ;  2. Les formes du culte ; 3. Les éléments sociaux du culte, 1925–1935.
- Reliquienaltäre im Elsaß: Ein Beitrag zur Geschichte des christlichen Altares im Mittelalter, 1943.
- Recherches iconographiques sur la sculpture romane en Alsace, 1947–1948.
- Steckelburi vun zellemols, 1947.
- Currus misericordiae: contribution à l’iconographie des vertus, 1950.
- Le château, dit „Burg“ de Haguenau. Nouvelles données archéologiques et historiques. In: Etudes Haguenauiennes. Ser. NS, Band 1, 1950–1955, S. 41–124.
- Répertoire de la sculpture romane de l’Alsace, 1955.
- La rotonde de Honcourt, 1955.
- La cathédrale de Strasbourg, II: la cathédrale romane, 1957.
- Répertoire des inscriptions romanes de l’Alsace, 1959.
- (mit Nicolas Gerhaert): Le portail de l’ancienne chancellerie de Strasbourg, 1959.
- L’architecture des châteaux alsaciens du moyen-âge: essai de classification, 1961.
- Recherches archéologiques sur l’Église et le monastère d’Obersteigen, 1962.
- Alsace romane, 1965.
- Un énigmatique bas-relief roman du musée d’Unterlinden provenant de Murbach, 1967.
- Le Couvent des Cordeliers de Strasbourg et les origines de la place Kléber, 1968.
- (mit Théodore Rieger): Églises et sanctuaires d’Alsace: mille ans d’architecture sacrée, 1969.
- Eschau, ancienne église abbatiale, aujourd’hui paroissiale, 1970.
- (Mitarbeit): L’archéologie en Alsace: terre d’invasions et carrefour d’influences: préhistoire, protohistoire, époque romaine, Moyen-Age, 1973.
- (Mitarbeit): Châteaux et guerriers de l’Alsace médiévale, 1975.
- Formes successives du cénotaphe de Sainte Odile, du moyen-âge à nos jours, 1984.
- Essai de reconstitution de „l’état roman“ de l’église St Pierre et Paul de Sigolsheim, 1987.
- (mit François Pétry): Le Mont-Sainte-Odile (Bas-Rhin), 1990.